# Myliobatidae
Famille
Les Myliobatidae sont une famille de raies (ordre des Rajiformes).

## Description et caractéristiques
Les raies de cette famille sont généralement de grande taille, avec un corps en forme de losange plus large que long, et une queue plus longue que le corps. La tête se différencie du corps, elle est légèrement surélevée, avec une bouche large, en position ventrale, pourvues de plusieurs rangées (jusqu'à 7) de grosses dents en forme de plaques (qui servent notamment à briser les carapaces). Les yeux sont situés sur les côtés de la tête. La nageoire dorsale est réduite, et il n'y a pas de nageoire caudale sur la queue. Certaines espèces sont équipées d'un aiguillon venimeux.
Toutes les espèces sont vivipares, donnant naissance à 1-6 juvéniles par portée.
Ces raies vivent en pleine eau et non sur le fond comme la plupart des autres raies.
On en trouve dans tous les principaux bassins océaniques du monde, principalement dans la zone intertropicale.

## Liste des genres
| Selon World Register of Marine Species (6 août 2025) : - genre Aetomylaeus Garman, 1908 - genre Myliobatis Cuvier, 1816 - genre Pteromylaeus Garman, 1913 | Selon FishBase (Myliobatidae) : - Aetobatus Blainville, 1816 - Aetomylaeus Garman, 1908 - Manta Bancroft, 1829 - Mobula Rafinesque, 1810 - Myliobatis Cuvier, 1816 - Pteromylaeus Garman, 1913 - Rhinoptera Cuvier, 1829 | Selon ITIS (2 août 2014) : - Aetobatus Blainville, 1816 - Aetomylaeus Garman, 1908 - Myliobatis Cuvier, 1816 - Pteromylaeus Garman, 1913 | Selon Paleobiology Database (18 février 2019) : - † Promyliobatis Jaekel, 1894 |

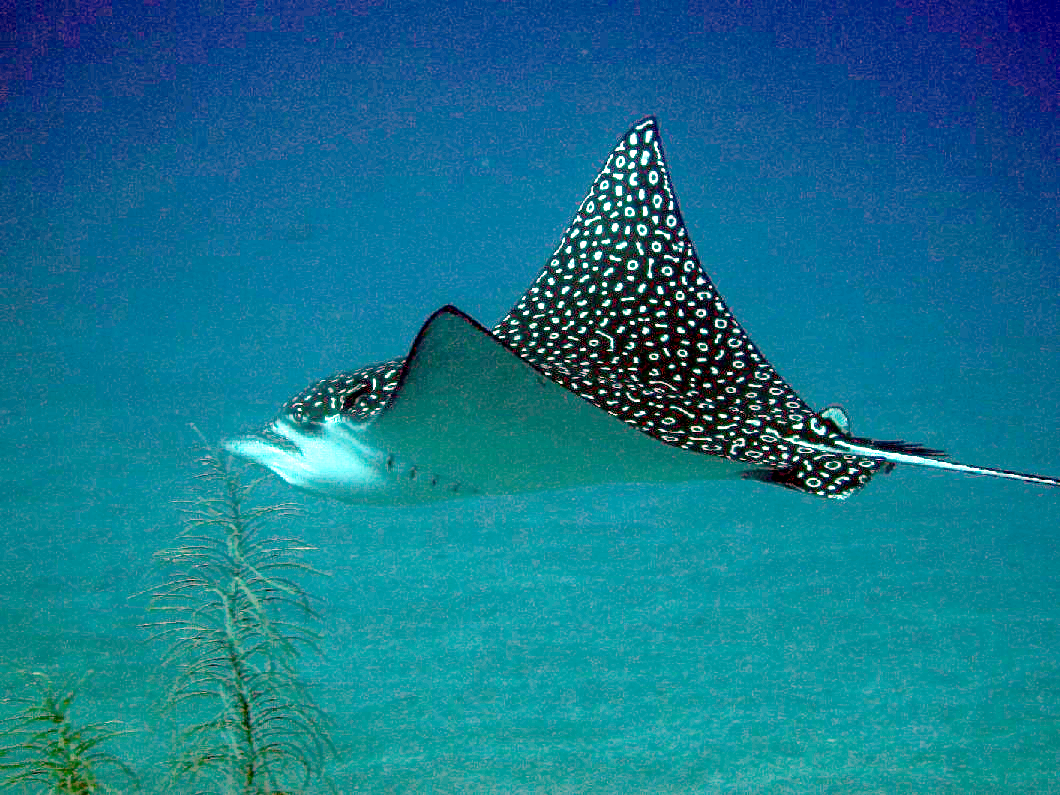
Aetobatus narinari
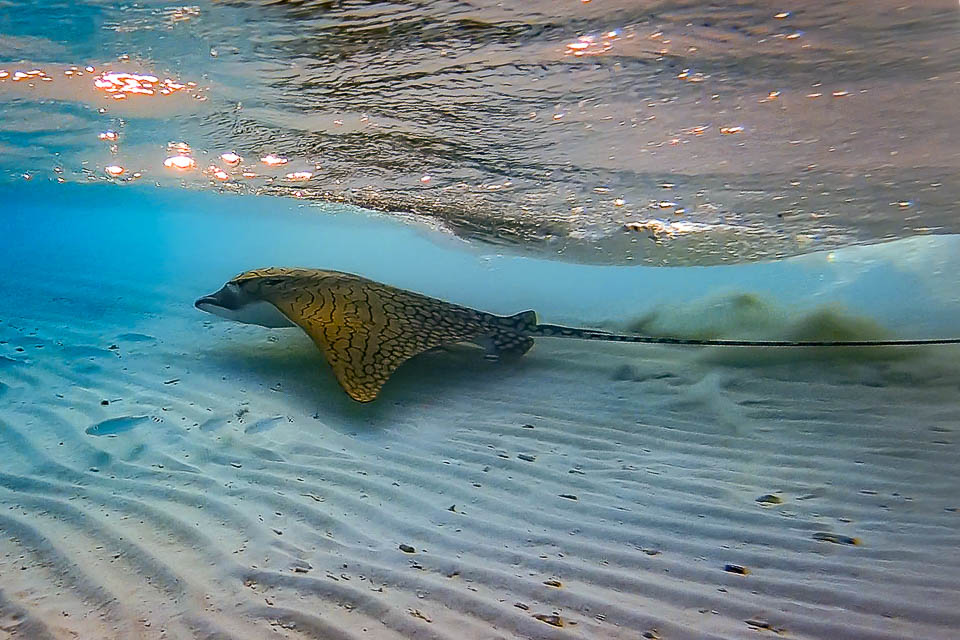
Aetomylaeus vespertilio
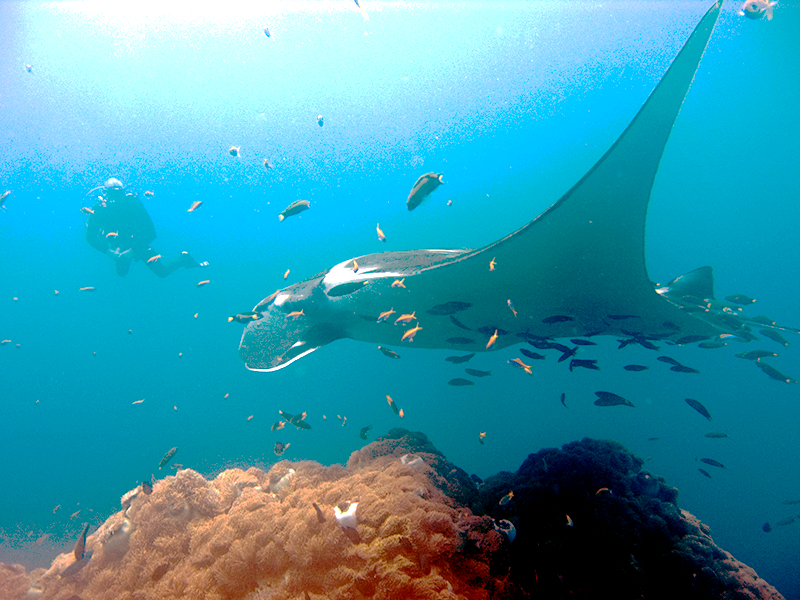
Manta birostris
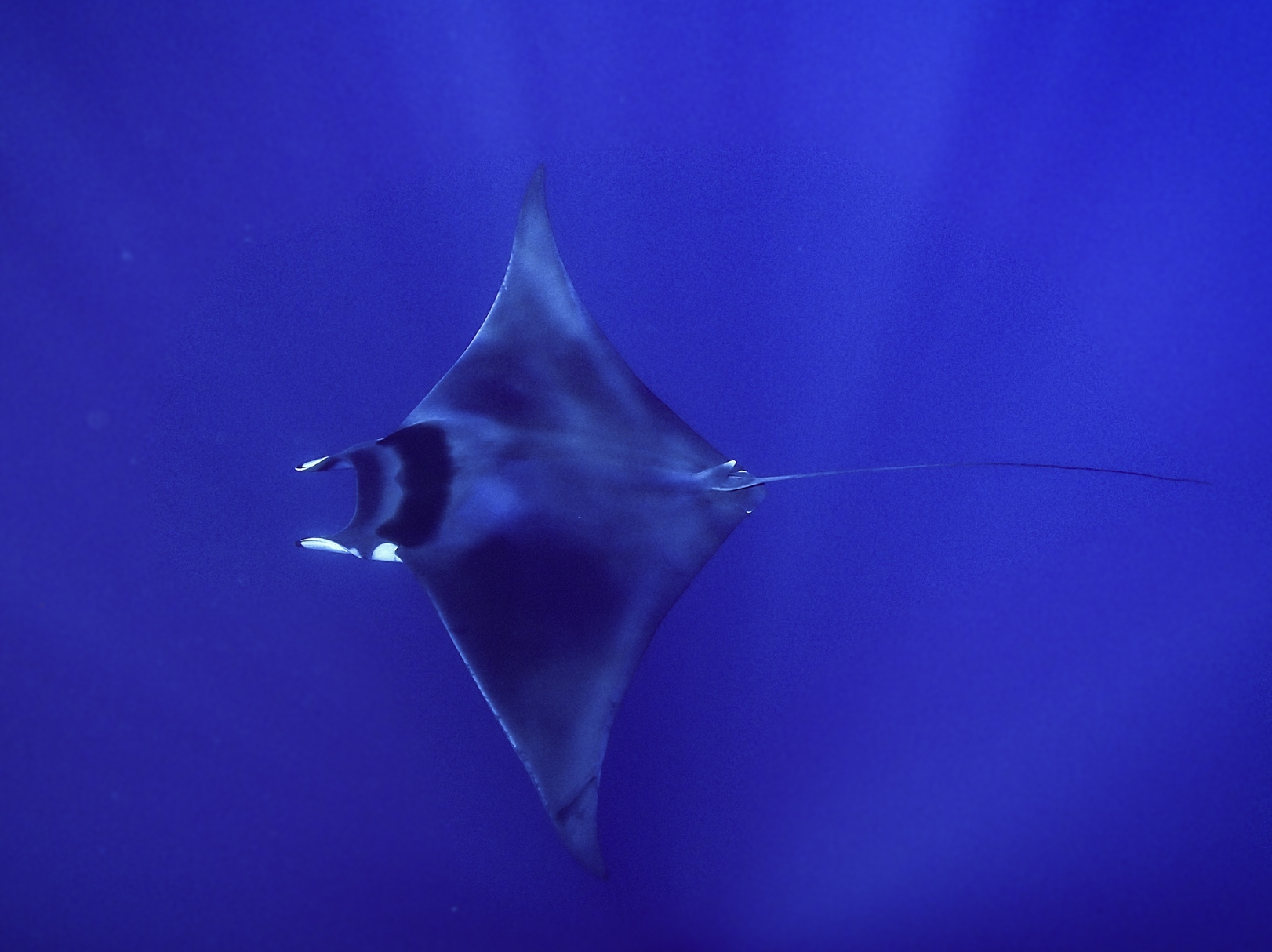
Mobula mobular
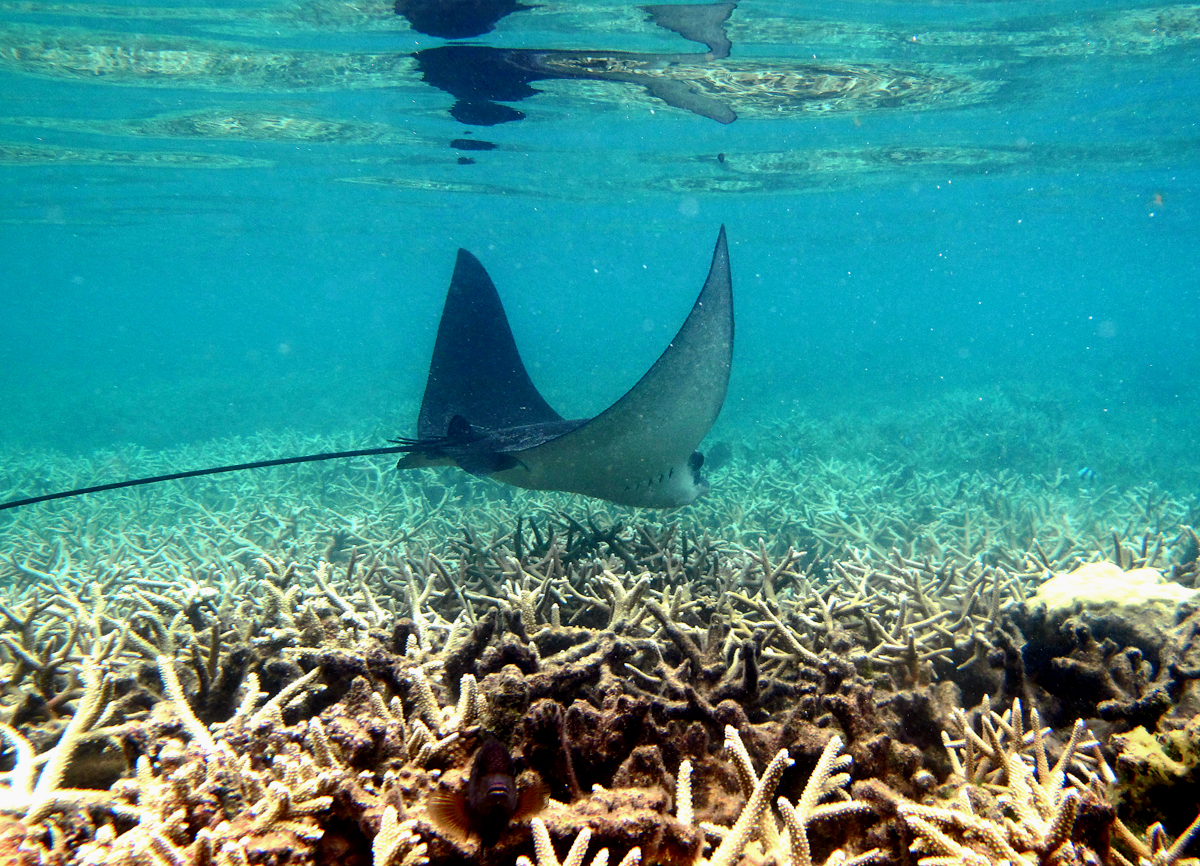
Myliobatis aquila
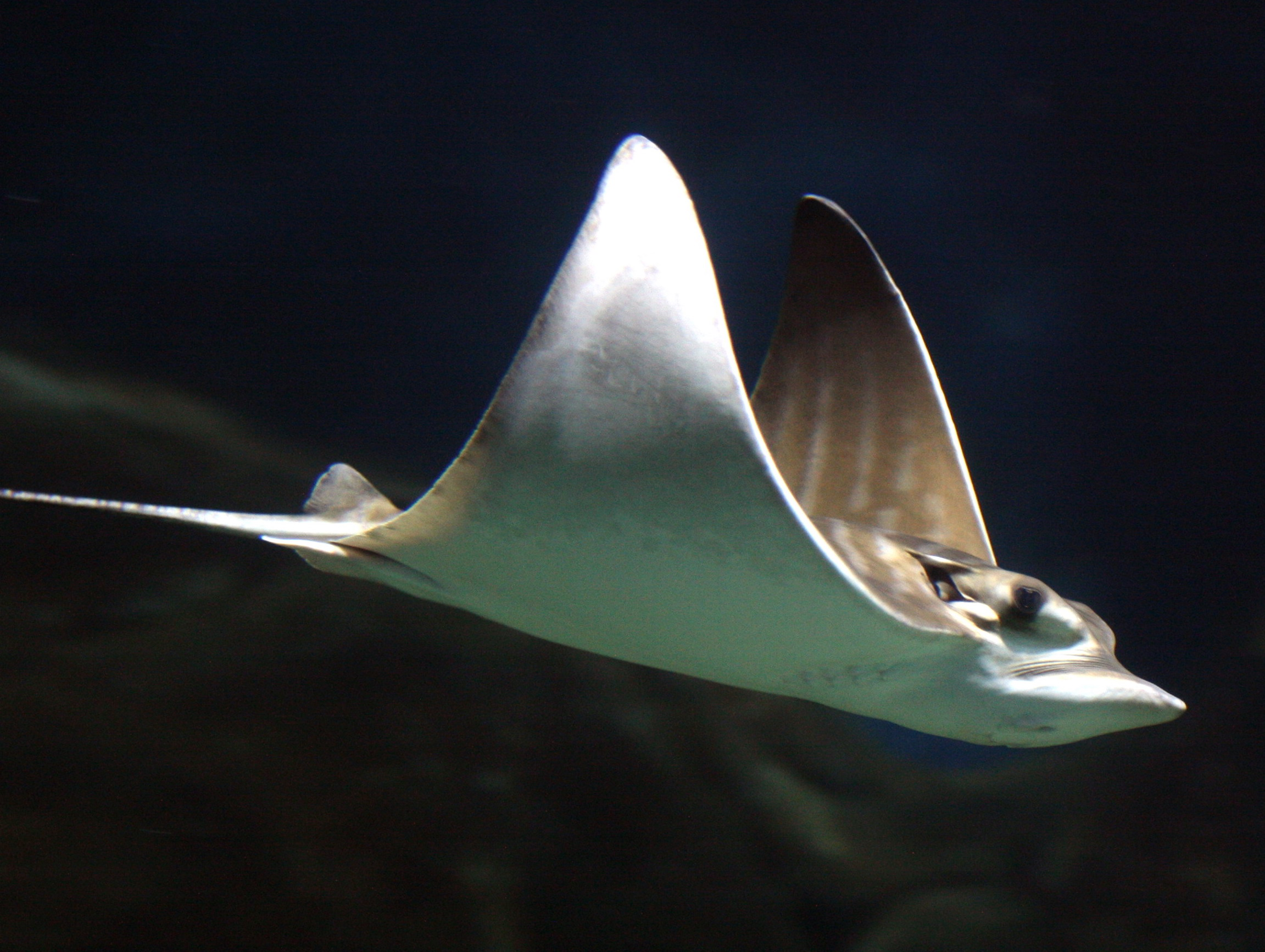
Pteromylaeus bovinus
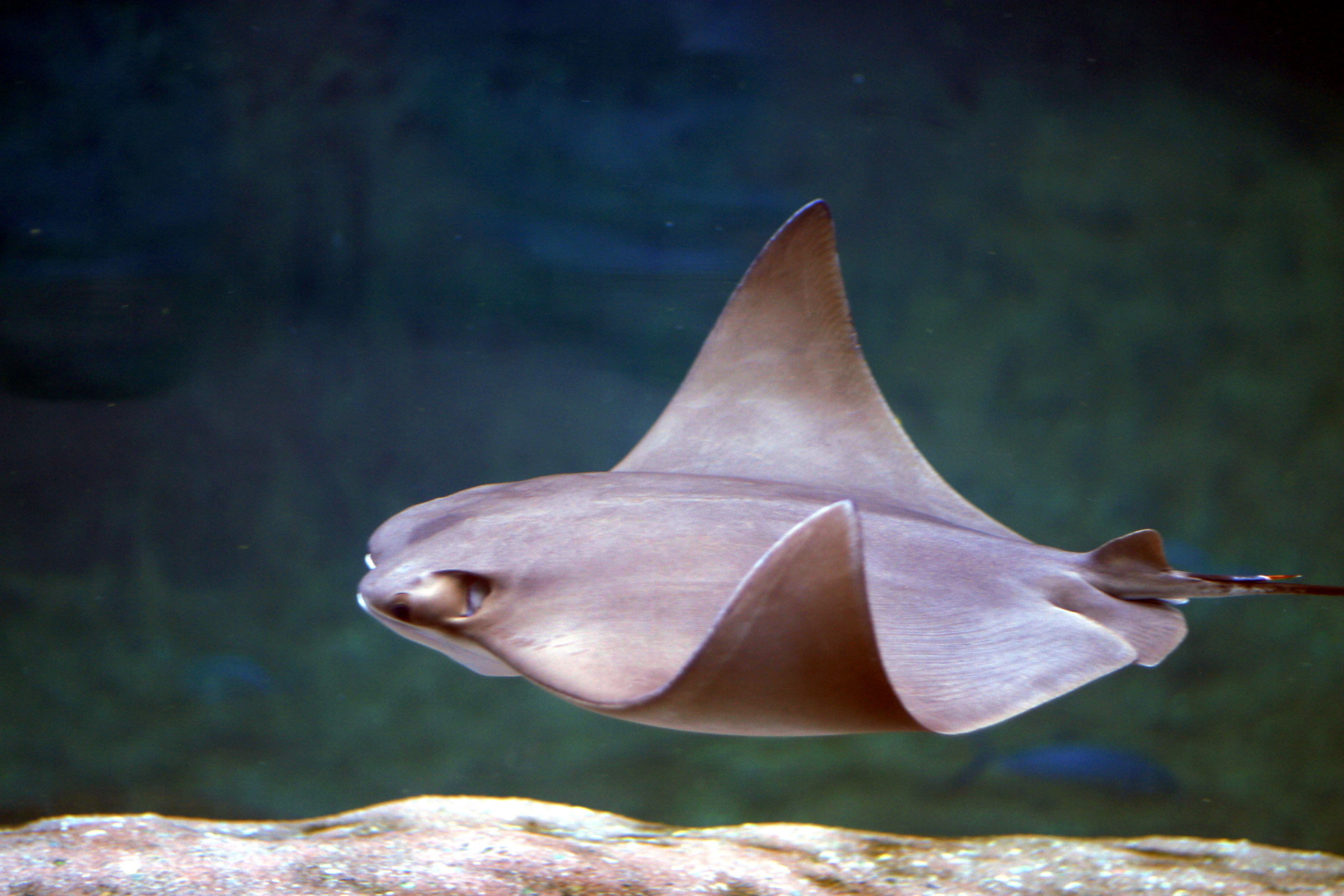
Rhinoptera bonasus